# 12 (عدد)
12 (اثنا عشر) هو عدد صحيح يلي العدد 11 ويسبق العدد 13 وهو عدد طبيعي موجب.

## في الرياضيات
- هو أصغر عدد يقبل القسمة على الأرقام من 1 إلى 4، ولذا فإن السنة ذات الأشهر الاثنى عشر يكون نصفها 6 أشهر، وثلثها 4 أشهر، وربعها 3أشهر.
- أي مجموعة من 12 قطعة تُسمى دزينة أو دستة.
- اليوم المُقسم إلى 24 ساعة، يقسم عادة إلى نصفين، كل منهما فيه 12 ساعة، والساعة الثانية عشر تماما (12:00) تمثل منتصف النهار.

## الإسلام
- ذكر الرقم اثنا عشر في القرآن (بالألفاظ اثنتا عشرة ‒اثنتي عشرة ‒اثنى عشر) 5 مرات، أربع منها تتحدث عن القبائل الإسرائيلية الاثنى عشر، أما الخامسة فتذكر الشهور الاثنى عشر (المكونة للسنة القمرية).[1]
- الشيعة الاثني عشرية هو مذهب إسلامي شيعي أساسه وجود 12 إماماً، أولهم علي بن أبي طالب.
- النقباء الاثنا عشر وهم 12 صحابي بايعوا النبي في بيعة العقبة الثانية